# Chiasmodon niger
Chiasmodon niger, conhecido pelo nome grande-engolidor ou engolidor-negro, é um peixe do género Chiasmodon da família Chiasmodontidae, com a particularidade notável de conseguir capturar e engolir peixes muito maiores que si, merecendo o nome de grande-engolidor. Tal deve-se ao seu estômago, que se pode dilatar e conter animais maiores que si próprio.
Encontra-se distribuído por todas as águas de clima tropical e subtropical, na zona mesopelágica e zona batipelágica à profundidade de 700-2750 m.
Como indicado pelo seu nome, o engolidor-negro é de cor negra. Mede até 25 cm e o seu corpo, alongado, carece de escamas.